# Moyrazès
 Moyrazès  (en occitano Moirasés) es una población y comuna francesa, situada en la región de Mediodía-Pirineos, departamento de Aveyron, en el distrito de Rodez y cantón de Baraqueville-Sauveterre.

## Demografía
| 1450 | 1367 | 1284 | 1130 | 1087 | 1109 |
| Para los censos de 1962 a 1999 la población legal corresponde a la población sin duplicidades (Fuente: INSEE [Consultar]) |      |      |      |      |      |